# Навоєва Ірина Леонідівна
Ірина Леонідівна Навоєва (лат. Iryna Navoieva, нар. 3 березня 1963, м. Житомир) ‒ українська хорова диригентка, співачка, композиторка, педагог. Доктор філософії, заслужений діяч мистецтв України (2015), заслужений діяч культури Польщі (2016), лауреат літературно-мистецької премії імені Лесі Українки Українського фонду культури.

## Життєпис
Закінчила Житомирське музичне училище ім. В. С. Косенка (1982, кл. Л. Б. Вишинської), Одеську державну консерваторію ім. А. В. Нежданової (1996, «вокально-хоровий» факультет, — кл. доцента Кочкіної І. М., вокал — кл. доцента, заслуженої артистки України  Захарчук Т. Г.). З 1998 року працює викладачем на відділі «Хорове диригування» в Житомирському музичному фаховому коледжі ім. В. С. Косенка.  Паралельно з 2012—2015 рр. працювала в Житомирському інституті культури і мистецтв НАКККІМ на кафедрі «Музичне мистецтво».  У 2019 році захистила дисертацію на тему: «Українська хорова та вокально-ансамблева творчість у контексті стильової неоготики пост-постмодерну» та отримала науковий ступінь кандидата мистецтвознавства, доктора філософії.
Лауреатка численних всеукраїнських та міжнародних  конкурсів.  

### Творчість
Засновник і художній керівник вокального ансамблю «Голос» (2000—2014) на базі Житомирського музичного фахового коледжу ім. В. С. Косенка. Мистецький колектив виконував програми різноманітної тематики в оригіналі та в аранжуванні Ірини Навоєвої.  Вокальний ансамбль «Голос» є лауреатом міжнародних та всеукраїнських конкурсів, зокрема VI Всеукраїнського III Міжнародного фестивалю "Молоде телебачення" імені Вадима Чубасова за цикл відеокліпів у номінації «Відеокліп» «Що хвилює і захоплює» (м. Київ) — II місце, 2011 р.,  XV Міжнародного фестивалю колядок та щедрівок ім. кс. Казімежа Шварліка (Бендзін, Польща) — II місце, 2009 р., 2011 р. Неодноразово колектив записувався з сольними програмами на радіо і телебаченні: «Вечірні зустрічі з Анжелікою Нестерчук», «Ранок», «Від вічних джерел», «Історія в пісні», «Слово польське».              
В 2013 році заснувала польський вокальний ансамбль «Мальви», що діє при Житомирській обласній спілці поляків України. Є його художнім керівником та провідною солісткою. За цей час ансамбль заслужив визнання полонійного та українського музичного середовища.
З 2006 ‒ 2008 рр. солістка Заслуженого колективу польської культури камерного ансамблю ім. І. Ф. Добжинського під керівництвом кандидата мистецтвознавства, заслуженого діяча культури Польщі Ірини Копоть.
Досліджує стильові принципи постмодерну і пост-постмодерну як неоготичного феномену, «неоготичної двоїстості інтелектуалізму і віросповідальної простоти», що набувають базовості в теоретичному усвідомленні хорового та вокально-ансамблевого мистецтва сучасної епохи пост-постмодерну.

### Творчі досягнення
2009 — XXII Фестиваль релігійної пісні «Cantate Deo» (Глівіци, Польща) — диплом "Найкращого учасника з-за кордону";
2009 — XVIII Світовий фестиваль поезії Марії Конопницької  номінація «Співана поезія» (авторські пісні за поезією Марії Конопницької) (Пшедбуж, Польща) — III місце;
2011 — VI Всеукраїнський III Міжнародний фестиваль "Молоде телебачення" імені  Вадима Чубасова  за цикл відеокліпів у номінації «Відеокліп» «Що хвилює і захоплює» (Київ) — II місце;
2013 — V Міжнародний фестиваль «Житомирська музична весна ім. О. Стецюка» (Житомир) — диплом; 
2015 — IV Міжнародний конкурс вокалістів «Вікторія» (Варшава, Польща) — I місце;
2016 — сольний концерт в рамках XXXX-го Міжнародного ярмарку народного мистецтва (Краків, Польща);
2009 — 2020 концертні програми містами Польщі у рамках програми «Колядки з Житомира»;

###### Композиторська творчість
Композиторський доробок складають пісні для голосу з фортепіано; пісні для дітей; хорові твори a cappella: «Спи, мій Прекрасний» для мішаного хору, «Різдвяна колискова» для жіночого хору; інструментальна музика; «Ave Maria» для голосу з фортепіано.
2012 –  в творчому тандемі з письменницею Світланою Штатською був написаний гімн до Міжнародного фестивалю польської культури «Веселка Полісся».                                                         
2012  – видано український  духовний твір  для мішаного хору a cappella «Спи, мій Прекрасний»  музика Ірини Навоєвої за поезією Галини Малин (видавництво «Волинь»). Прем'єра твору відбулася 8 січня 2013р., у виконанні хорової капели «Орея» ‒ Житомирська обласна філармонія ім. С. Ріхтера. У нотному виданні, "І. Навоєва «Спи, мій Прекрасний», 2012 р., Іван Сльота — народний артист України, диригент, композитор, поет, професор, пише: «Висока творча майстерність житомирських авторів композитора Ірини Навоєвої та поетеси Галини Малин народила і виплекала духовний твір під назвою ‘Спи, мій Прекрасний’. Його музична мова приваблює цікавими засобами виразності хорового письма. Серце композитора тонко відчуло музику Різдва, найвеличнішого та найдорогоціннішого свята для всіх християн. Духовний твір ‘Спи, мій Прекрасний’ написаний для мішаного хору a cappella у цьому виданні представлений двома мовами: українською та англійською, але однаково проникливо звучатиме він будь-якою мовою світу, бо мелодія лунає природньо і легко уявляється, як мати ніжно голубить голівку своєї дитини».
2015  – видано  збірку пісень для голосу в супроводі фортепіано Ірина Навоєва «Пломінь буття»  (видавництво «Полісся») на вірші поетів-класиків (Ліна Костенко, Марія Конопницька) та сучасних українських поетів (Мар'яна Савка, Борис Остапенко, Світлана Штатська, Галина Малин, Світлана Соболевська, Наталя Шеремета, Галина Довбиш), а також відзначена грамотою за видання книги «Пломінь буття» на щорічному обласному конкурсі «Краща книга року» (2016). 
2021–  видано нову збірку Ірина Навоєва «ПІСНІ ДЛЯ ДІТЕЙ» на вірші Світлани Штатської. В збірці представлено шість пісень: «Слонопотам», «Киця-мандрівниця», «Веселий сніговик», «Кульбабки», «Тато цуцика приніс», «Спи, малечо, спи» які написані для маленьких солістів, дуетів, ансамблів, хорів.      
2023 –  Ірина Навоєва «Несказане»  —  Iryna Navoieva «Untold» збірка витончених фортепіанних мініатюр, які віддзеркалюють духовно емоційне, звукосимволічне ставлення авторки до наративізації життєвих історій та індивідуальних почуттів у аксіологічній  концептосфері Краси, Кохання і Натхнення. До збірки увійшло 12 фортепіанних п'єс, які демонструють  широку палітру образів: "Вальс",  "Замріяні", "Мій  улюблений Париж", "Для тебе", "Ранкова зоря", "Салют Бродвей!",  "Вітер кохання", "Несказане", "Осінне рандеву", "В розлуці", "Листи з минулого", "Запах Різдва".  
Твори Ірини Навоєвої увійшли до репертуару народної артистки України  Ірини Шинкарук, хорової капели «Орея», студентів Житомирського музичного фахового коледжу ім. В. С. Косенка, Одеської національної музичної академії ім. А. В. Нежданової, НМАУ ім.  П.  Чайковського, ЖДУ ім. Івана Франка та ін.
Як композиторка Ірина Навоєва демонструє певне стильове розмаїття: від героїко-історичної хорової лірики до вокально-ансамблевих творів у блюзових ритмах. В цих численних творах типологічної спрямованості і простої структури домінує яскрава нота, гармонійна та світла, що акцентує  одухотворенну символіку професійної діяльності Ірини Навоєвої, практика і теоретика хорової справи України.    

## Нагороди та відзнаки
- Почесне звання «Заслужений діяч мистецтв України» (2015);
- Почесне звання «Заслужений діяч культури Польщі» (2016);
- Лауреат літературно-мистецької премії імені Лесі Українки Українського фонду культури (2018)

## Книги Ірини Навоєвої
- Навоєва І. Спи, мій Прекрасний = Sleep, Pretty Baby: для міш. хору а capella / Ірина Навоєва; за поезією Г. Малин; худож. Н. Гомельська.— Житомир: Волинь, 2012.— 16 с.— ISMN979-0-9007080-0-7
- Навоєва І. Пломінь буття: зб. пісень для голосу в супроводі фп. / Ірина Навоєва.— Житомир: Полісся, 2015.— 108 с.— ISMN979-0-707526-01-9
- Навоєва І. Пісні для дітей на вірші Світлани Штатської; ілюстр. дизайн обкл. В. Сичевська: зб. пісень в супроводі фп. / Житомир: О.О.Євенок, 2021.— 40 с.— ISMN979-0-9007185-5-6
- Навоєва І. Несказане = Untold: зб. фортепіанних п'єс (передмова А. Кравченко) / Ірина Навоєва. —  Житомир: Видавничий дім "Бук-Друк", 2023. — 52 с.— ISMN979-0-9007197-4-4

## Публікації
- Навоева И. Исполнительская деятельность современных украинских вокальных ансамблей и хоровых коллективов в контексте идей кордоцентризма и софийности. Годишњак учитељског факултета у Врању / Врање, Главни и одговорни уредник Проф. Др Сунчица Денић.  Год.6 (2015). Врање: Учитељски факултет у Врању, 2015. С. 415—423.
- Навоева И. К проблеме простого серьезного искусства в современности (На примере деятельности вокального ансамбля «Голос»). Проблеми сучасності: мистецтво, культура, педагогіка: зб. наук.праць / Луган. Держ. ун-т культури і мистецтв / заг. ред. В. Д. Філіппова. Луганськ: Вид-во ЛДІКМ, 2011. Вип. 17. С. 148—156.
- Навоева И. Необидермайер в современном украинском хоровом и вокально-ансамблевом исполнительстве. Музычная культура Беларусі і свету разнастайнасці гукавых ландшафтаў: навуковыя працы Беларускай дзяржаўнай акадэміі музыкі / склад. Т. Л. Бярковіч. Мінск: УА «Беларуская дзяржаўная акадэмія музыкі», 2016. Вып. 37. С. 278—285.
- Навоєва І. Структуралістська філософія Р. Барта в паралелях до тенденцій сучасної музики і її узагальнюючого музикознавства. Проблеми сучасності: мистецтво, культура, педагогіка: зб. наук. праць / Луган. Держ. ун-т культури і мистецтв / заг. ред. В. Д. Філіппова. Луганськ: Вид-во ЛДІКМ, 2012. Вип. 20-21. С. 258—268.
- Навоева И. Структурализм и семиотический ракурс музыкознания. Проблеми сучасності: мистецтво, культура, педагогіка: зб. наук. праць / Луган. Держ. ун-т культури і мистецтв / заг. ред. В. Д. Філіппова. Луганськ: Вид-во ЛДІКМ, 2013. Вип. 25. С. 143—155.
- Навоева И. Эстетические основы практики певческих популярных вокальных ансамблей Украины (на примере ансамбля «Голос» Житомирского музыкального училища). Музичне мистецтво і культура.  Одеса: Астропринт, 2013. Вип. 17. С. 390—400

## Цитати
«Гордістю української музики завжди був і є хоровий спів, який віками зачаровує весь світ своєю унікальною мелодійністю, а духовні твори — то безцінні перлини, цілюща вода на якій тримається духовне виховання нації».
Ірина Навоєва
«Chorus singing has always been the pride of Ukrainian music. It has been fascinating for centuries the entire world with its unique melodies; spiritual compositions are valuable pearls and healing water which helps in cultural education of the nation».
Iryna Navoieva